# سیل کبود
سیل کبود، روستایی از توابع بخش زاغه شهرستان خرم‌آباد در استان لرستان ایران است.

## جمعیت
این روستا در دهستان زاغه قرار دارد و براساس سرشماری مرکز آمار ایران در سال ۱۳۸۵، جمعیت آن ۶۶نفر (۱۵خانوار) بوده‌است.

## افراد
شغل اغلب خانواده‌های این روستا دام پروری و کشاورزی است. در این روستا عشایر هم سکونت دارند. در گذشته این روستا متشکل از دو روستای مجزا با فاصلهٔ حدود ۵۰۰ متر بوده‌است که یکی از این روستاها به دلیل مهاجرت ساکنان آن به شهر از بین می‌رود.
این روستا دارای چند خان معروف از طایفه صفر بیرانوند بوده‌است که یکی ازآن‌ها مشهدی پاپی صفربیرانوند فرزند اسکندر صفربیرانوند که در زاغه در روستای سیل کبود در سال ۱۲۷۵ متولد شده‌است از بزرگان شهرستان زاغه بوده و در اختلافات به عنوان میانجی عمل می‌کرده‌است. پاپی صفربیرانوند همیشه در برابر ظلم ایستادگی کرده و به مقابله با آنها پرداخته‌است.

## مناظر سیل کبود
سیل کبود یا به زبان اصلی (سیل کیو) دارای مناظره دیدنی و تفریحی بسیاری است که مهم‌ترین مناظر می‌توان به دو چشمه زیبای سیل کبود اشاره کرد.
- چشمه‌ها

یکی از این چشمه‌ها در روستای بالای که به چشمه جن معرف است این چشمه در گرمترین روز تابستان از سردترین آب برخودار است
و چشمه دیگر در بالای کوه بلومان است که به چشمه سراب آب بید معروف است؛ که برای رسیدن به این چشمه باید از صخره‌ها و تپه‌ها دارای فراز و نشیب کوه بلومان عبور کرد تا به چشمه زلال آب بید رسید.
- کوه بلومان

منطقه کوه بلومان جزء سلسه کوه‌های زاگرس می‌باشد که به وسعت حدود ۵۰ کیلومتر مربع در شمال غربی شهر زاغه قرار دارد و دارای حداقل ارتفاع ۱۸۰۰ متر و حداکثر ارتفاع۲۷۰۰ متر از سطح دریا است.
میزان بارندگی سالانه در این منطقه ۵۶۸/۸ میلی‌متر و میانگین رطوبت سالانه ۴۴/۱ درصد می‌باشد.
در کوه بلومان انواع کیاهان داروی و غذایی وجود دارد در این کوه حیوانات و پرندگان گوناگونی زندگی می‌کنند می‌توان به گونه‌های کبک، خرکوش و گرگ سانان که در این کوه زندگی می‌کنند اشاره کرد.